# Stoebe artemisioides
Stoebe artemisioides là một loài thực vật có hoa trong họ Cúc. Loài này được e.mey ex DC. miêu tả khoa học đầu tiên năm 1838.